# Jonathan Hayoun
Pour les articles homonymes, voir Hayoun.
Jonathan Hayoun est un auteur, réalisateur et essayiste français.

## Famille et jeunesse
Né dans une famille d'origine tunisienne, Jonathan Hayoun est titulaire d'un master en Communication politique de l'université Paris-XII.
Il est président de l'Union des étudiants juifs de France de 2011 à 2013.

## Activité professionnelle
Jonathan Hayoun réalise une série documentaire en 4 épisodes consacrée à l'histoire de l'antisémitisme, avec Laurent Jaoui et Judith Cohen Solal, diffusée en avril 2022 sur Arte.
Jonathan Hayoun  publie plusieurs livres co-écrits avec Judith Cohen Solal : Zemmour et nous, Les adieux au général, Kessel : en quête de vie, La main du diable et Le Bouquin de l'humour juif.

## Publications
- La main du diable : comment l'extrême droite a voulu séduire les Juifs de France (avec Judith Cohen Solal), Paris, Éditions Grasset, 2019  (ISBN 978-2246814665)
- Les adieux au Général (avec Judith Cohen Solal), Paris, Éditions Robert Laffont, 2020  (ISBN 978-2221243084)
- Zemmour et nous (avec Judith Cohen Solal), Paris, Éditions Grasset, 2022  (ISBN 978-2382922279)
- Joseph Kessel : l'indomptable (avec Judith Cohen Solal), Paris, Steinkis Groupe, 2023  (ISBN 978-2368465523)
- Le Bouquin de l'humour juif (avec Judith Cohen Solal), Paris, Éditions Bouquins, 2023  (ISBN 978-2382922095).

## Documentaires
- Histoire de l'antisémitisme, série documentaire en 4 épisodes de 53 minutes chacun, réalisation Jonathan Hayoun, productrice Simone Harari Baulieu, France, diffusion Arte, 2022[2].